# Miracle (пісня Сямри Рагімлі)
Miracle (укр. Диво) — пісня азербайджанської співачки Сямри Рагімлі, з якою вона представляла Азербайджан на 61-му пісенному конкурсі Євробачення, проведеному у травні 2016 року в Стокгольмі, Швеція.
Пісню було випущено 14 березня 2016 року лейблом CAP-Sounds.

## Реліз
| Регіон | Дата            | Формат           | Лейбл      |
| ------ | --------------- | ---------------- | ---------- |
| Світ   | 14 березня 2016 | Digital download | CAP-Sounds |

## Композиції
| Digital download | Digital download       | Digital download |
| #                | Назва                  | Тривалість       |
| ---------------- | ---------------------- | ---------------- |
| 1.               | «Miracle»              | 3:02             |
| 2.               | «Miracle (Samba edit)» | 3:53             |